# Рид, Трейси
Трейси Лашон Рид (англ. Tracy LaShawn Reid; род. 1 ноября 1976 года в Майами, Флорида, США) — американская профессиональная баскетболистка, выступавшая в женской национальной баскетбольной ассоциации. Была выбрана на драфте ВНБА 1998 года в первом раунде под общим седьмым номером клубом «Шарлотт Стинг». Играла в амплуа лёгкого форварда.

## Ранние годы
Трейси родилась 1 ноября 1976 года в городе Майами (штат Флорида), дочь Кларенса Рида, музыканта, автора песен и продюсера, более известного под артистическим псевдонимом Blowfly, а училась она там же в центральной средней школе, в которой выступала за местную баскетбольную команду.